# Luis Simarro
Luis Simarro Lacabra (Roma, 6 de enero de 1851-Madrid, 19 de junio de 1921) fue un alienista, neurólogo, histólogo y psicólogo español. Seguidor en sus primeros años del darwinismo a través de la obra de Ernst Haeckel, se ocupó desde el evolucionismo de temas de anatomía comparada, embriología e histología del sistema nervioso.

## Biografía
Hijo del pintor valenciano Ramón Simarro Oltra, nació en Roma porque su padre estaba pensionado en la capital. Quedó huérfano a los tres años, tras morir su padre por tuberculosis pulmonar y suicidarse por ello su madre (Cecilia Lacabra Llamas) poco después; aseguran que con su hijo en brazos, lo que le provocó una ligera cojera que arrastró toda su vida. Luis quedó al cargo de un tío materno.
Tras estudiar en el Instituto Provincial de Segunda Enseñanza de Valencia (donde empezó a influir en él el catedrático y liberal-progresista Vicente Boix Ricarte) y obtener el título de bachiller en 1867, comenzó a dar clases de historia natural en el Colegio de San Rafael, al tiempo que iniciaba sus estudios de medicina en la Universidad de Valencia en 1868. Del colegio fue expulsado por leer y, quizá, difundir a Charles Darwin entre los alumnos.[cita requerida] Terminó la carrera en Madrid en el año 1873, adonde se había visto obligado a trasladarse a causa de sus ideas liberales.

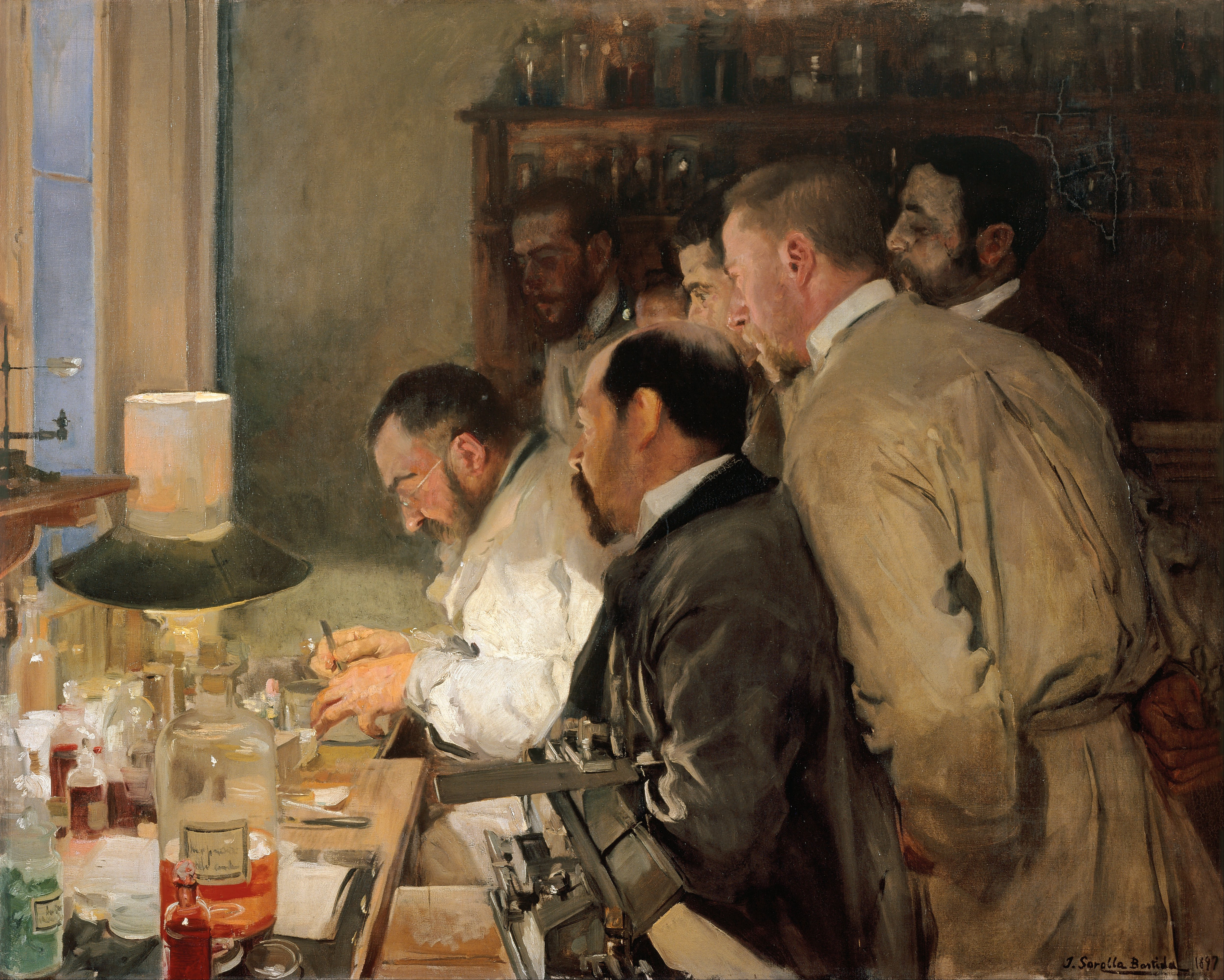
Investigación, óleo de Sorolla en cuyo centro aparece el doctor Simarro (1897). Museo Sorolla, Madrid.

Además de doctorarse en 1875 (especializándose en neuropsiquiatría, aunque también se interesó en neurohistología y psicología experimental), mantuvo durante esos años contactos con Pedro González de Velasco y Aureliano Maestre de San Juan, y dio clases de divulgación científica y fisiología del sistema nervioso en la recién creada Institución Libre de Enseñanza y en la Escuela Libre de Medicina y Cirugía, siendo redactor de la revista El Anfiteatro Anatómico Español, editada por dicha institución. Trabajó en el Museo Antropológico y, tras conseguir plaza en el Hospital de la Princesa, al año siguiente obtuvo la plaza de director del manicomio de Santa Isabel de Leganés. Por desavenencia con las autoridades eclesiásticas, fue obligado a dimitir en 1879. En 1880 emigra a París volviendo más tarde a Madrid, donde dispone un laboratorio privado. En dicho laboratorio Simarro enseña el método de Camillo Golgi a Santiago Ramón y Cajal. 
Fue catedrático de Psicología Experimental de la Universidad Central de Madrid (actual Universidad Complutense) en el año 1902, siendo la primera cátedra de psicología científica en España. Por ello es considerado uno de los pioneros de la psicología científica española. Simarro también se interesó por las relaciones entre la psiquiatría y el derecho penal, participando en la fundación de la Escuela de Criminología de Madrid en el año 1903. 

#### Juan Ramón Jiménez
De acuerdo con el Diario íntimo de Juan Ramón Jiménez, el poeta abandonó a finales de noviembre de 1903 el Sanatorio del Rosario, de Madrid, donde el poeta permaneció varias semanas al cuidado del doctor Simarro. Jiménez se trasladó al domicilio del doctor, que había enviudado recientemente, sito en la calle Conde de Aranda, número 1, de Madrid, cerca del parque del Retiro.
Simarro también fue gran maestre del Gran Oriente Español desde 1917 a 1921. Murió en Madrid a los 70 años de edad.

## Fundación Simarro
El doctor Simarro donó buena parte de su fortuna, su colección pictórica y sus fondos documentales, técnicos y científicos para la creación de un laboratorio de psicología experimental. La Fundación fue incorporada a la Universidad Complutense de Madrid, donde se custodia en la actualidad su legado.